# El paraíso (pel·lícula de 2022)
El paraíso és una pel·lícula de thriller dramàtic animada per ordinador per a adults argentina de 2022 dirigida per Fernando Sirianni i Federico Breser que està basada en la sèrie de televisió Tierra de rufianes creada per Breser. Narra la història de dos joves poloneses que arriben a l'Argentina i cauen enganyades en una xarxa de tràfic. El repartiment principal està integrat per Norma Aleandro, Nicolás Furtado, Maite Lanata, Jorge Marrale i Alejandro Awada, que van prestar les seves veus en castellà als personatges centrals. El paraíso es va estrenar el 8 de setembre de 2022 a les sales de cinemes de l'Argentina.
La pel·lícula va rebre una nominació en la X edició dels Premis Platino en la categoria «Millor pel·lícula d'animació».

## Argument
Ambientada l'any 1926, narra la història de Magdalena i Anna Scilko, dues germanes que arriben de Polònia a Rosario per a buscar un futur millor. No obstant això, al moment de desembarcar s'adonaran que van ser portades enganyades per a integrar una xarxa de tràfic de persones que és manejada pels germans Abramov, uns criminals mafiosos i poderosos de la ciutat.

## Repartiment
- Norma Aleandro com Magdalena Scilko (anciana)
- Nicolás Furtado com Ian Abramov
- Maite Lanata com Magdalena Scilko (jove)
- Jorge Marrale com León Abramov
- Alejandro Awada com Roco Falcao
- César Bordón com Juan Scilko
- Mariano Chiesa com Aaron Abramov
- Claudio Da Passano com Vicente
- Carlos Kaspar com Cónsul Ladislao
- Favio Posca com Lebrum
- Juana Viale com Madame Safó
- Marcos Woinsky com Vladimir
- Elena Roger com Cantant
- Ernesto Larrese comoPeriodista
- Lourdes Isola com Anna Scilko
- Marcelo Armand com Jutge
- Dante Martínez com Marquez
- Ignacio Rodríguez de Anca com Kaspar

## Recepció

### Comentaris de la crítica
Al lloc web Todas las críticas, El paraíso té un aprovació del 71% basat en 17 ressenyes. Diego Batlle d'Otros cines va destacar que «El paraíso té uns quants climes reeixits i valuoses idees visuals, encara que per moments l'animació llueix per moments una mica "robòtica", sense aconseguir la fluïdesa i naturalitat que segurament es podria haver aconseguit si s'hagués comptat amb un pressupost més folgat». Paula Vázquez Prieto de La Nación va manifestar que la cinta «aconsegueix una minuciosa reconstrucció nítida i precisa» en la seva trama, però que no té un «acostament carnal a aquells conflictes morals». Adrián Monserrat d'Escribiendo cine va descriure que «la pel·lícula és un assoliment, tant des del punt de vista estètic com de la construcció de la història», encara que va criticar que «l'animació en 3D està ben concebuda encara que no és del tot eficient a causa dels moviments poc naturals de cada personatge».
En una ressenya per El Destape Web, Ignacio Durand va escriure que «El paraíso és una pel·lícula que va per carrils esperats, sense sorpreses i apel·lant a alguns eficaços llocs comuns, ben usats per a potenciar el drama en les escenes més fortes». Manuel Villar Lifac de Clarín va ressaltar que en el film «impacta el realisme fotogràfic dels escenaris en els quals transcorre aquest drama» i «val molt destacar la potència del so».

### Premis i nominacions
| Llista de premis i nominacions | Llista de premis i nominacions | Llista de premis i nominacions | Llista de premis i nominacions                            | Llista de premis i nominacions | Llista de premis i nominacions |
| Any                            | Organització                   | Categoria                      | Nominat/a(s)                                              | Resultat                       | Ref(s)                         |
| ------------------------------ | ------------------------------ | ------------------------------ | --------------------------------------------------------- | ------------------------------ | ------------------------------ |
| 2022                           | Premis Sur                     | Millor so                      | Gustavo Pomeranec i Adrián Rodríguez                      | Guanyador                      | [ 12 ]                         |
| 2023                           | Premis Platino                 | Millor pel·lícula d'animació   | El paraíso                                                | Nominat                        | [ 13 ]                         |
| 2023                           | Premis Cóndor de Plata         | Millor cançó original          | «Un instante irreversible» d'Elena Roger i Santiago Walsh | Guanyador                      | [ 14 ]                         |